# Marghita
Marghita (în maghiară Margitta, în germană Margarethen) este un municipiu în județul Bihor, Crișana, România, format din localitățile componente Cheț, Ghenetea și Marghita (reședința). Se află la 56 de km nord-est de Oradea și avea la recensământul din 2011 o populație de 15.770 de locuitori.

## Istoric

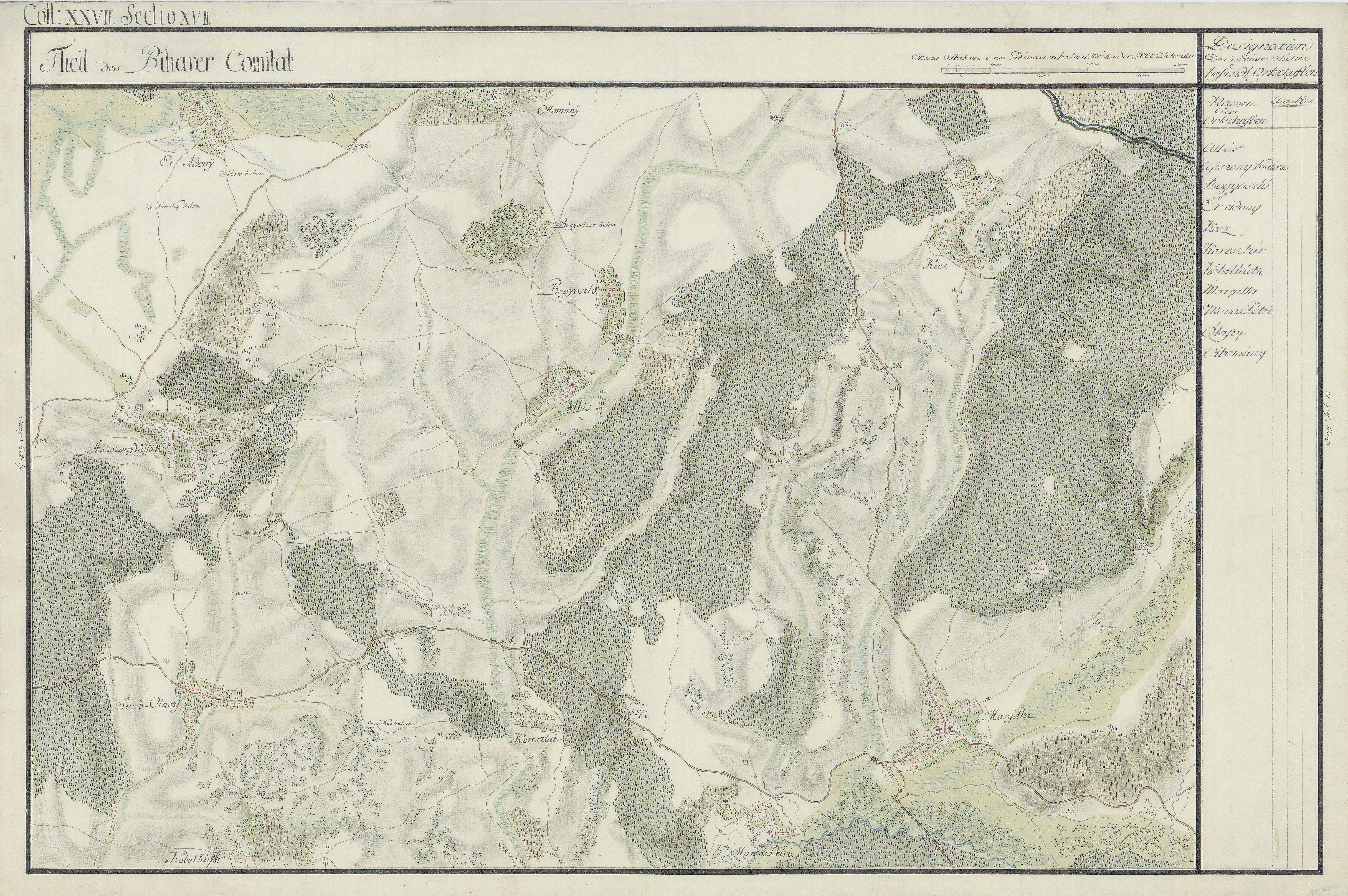
Marghita în Harta Iosefină a Comitatului Bihor, 1782-85

Cele mai vechi descoperiri arheologice datează din epocile de piatră, bronz și fier. După creștinarea ungurilor, în anul 1000 d.C., prin regele Ștefan cel Sfânt, aceste ținuturi ajung sub stăpânirea regatului ungar. Legendele care au străbătut timpul spun că, prin anul 1200 d.C., un grup de oameni trăiau organizați lângă Barcău, consolidând bazele unei așezări. În marea invazie a tătarilor din anul 1241, așezarea a fost trecută prin foc și sabie, iar mare parte a populației a fost ucisă ori dusă în robie. Au scăpat doar cei care s-au adăpostit în pădurile din împrejurimi.
După trecerea invaziei, oamenii s-au întors în vechiul loc, unde și-au refăcut casele arse și au început să se ocupe cu agricultura și păstoritul. Așezarea a fost menționată de-a lungul timpului ca Marghita, Margitfalva etc. Numele orașului Marghita poate proveni de la cel al Margaretei a Ungariei.
Prima atestare documentară a localității Marghita datează din anul 1216. În secolul al XIV-lea Marghita a devenit centru de moșie feudală, atestată documentar în 1332 sub numele de Margitfalva. 
În anul 1376 regele Ludovic I al Ungariei a acordat Marghitei dreptul de a ține târguri, ceea ce face ca localitatea să cunoască o dezvoltare economică, devenind un important târg. Vreme de câteva sute de ani, localitatea s-a aflat în proprietate regală maghiară sau a unor familii nobiliare. În timpul feudalismului în această zonă au loc unele framântări sociale, cum au fost cele din anii 1467 și 1514.

### Perioada otomană
La începutul secolului al XVI-lea oștile otomane se revarsă spre centrul Europei, cucerind Belgradul în 1521. După înfrângerea din Bătălia de la Mohács, în 1526, regatul maghiar devine pașalâc turcesc, situație în care ajunge și Bihorul. Localitatea rămâne un important centru agricol și comercial. În anii 1710 și 1739 ciuma lovește Marghita, decimând populația.

### Perioada habsburgică
La începutul secolului al XVIII-lea, o dată cu slăbirea puterii turcești, Marghita trece sub stăpânirea Imperiului habsburgic. În anul 1823 un mare incendiu a distrus aproape jumătate din localitate. Anul revoluționar 1848 a fost marcat și la Marghita de puternice frământări sociale ale populației locale. Deși înfrântă, revoluția a avut urmări importante pentru Marghita. Iobăgia a fost desființată. Acest lucru a dus la transformări esențiale în viața economică și socială a localității. Crește numărul manufacturilor și se diversifică producția, iar târgurile se țin săptămânal. Ziua de vineri a fost stabilită atunci drept zi de piață. Agricultura din zonă s-a dezvoltat și au apărut primele relații de producție capitaliste. Munca în agricultură era organizată pe ferme, la o parte din lucrări folosindu-se mașini agricole aduse de la Viena și Praga.
În anul 1852 Marghita ajunge domeniu al Abației Melk din Austria, care construiește aici un castel impunător. Noul proprietar a favorizat dezvoltarea localității, amplificând viticultura, cultura cerealelor și pomilor fructiferi. Localitatea număra atunci cam 5.000 de suflete.

### Perioada interbelică
La începutul secolului al XX-lea Marghita cunoaște o intensă dezvoltare a meșteșugurilor. Apar ateliere de cizmărie, croitorie, tâmplărie, ceramică, etc. După primul război mondial, odată cu Unirea de la 1 decembrie 1918, Marghita a devenit parte a Regatului Român. În perioada interbelică, 1918-1940, Marghita se consolidează ca centru comercial și de producție. 
La recensământul din 1930 au fost înregistrați 7.787 de locuitori, dintre care 4.653 maghiari, 1.795 români, 1.252 evrei ș.a. Marghita era cunoscută mai ales prin târgurile care se organizau săptămânal. În timpul celui de-al doilea război mondial, Dictatul de la Viena din august 1940 aduce Marghita sub ocupație fascisto-horthystă. În perioada 1940-1944 circa 1.700 de evrei din Marghita și satele învecinate au fost deportați în lagărele de concentrare naziste. La 20 octombrie 1944, în urma unor lupte grele, Marghita a fost eliberată de trupele române și sovietice și a revenit în teritoriul României.

### Comunismul
Instaurarea regimului comunist în România, în anul 1947, se face resimțită dureros și în Marghita, la fel ca în întreaga țară. Pământurile, magazinele și fabricile sunt luate de stat. Proprietatea Abației Melk trece și ea în posesia statului comunist. Totuși, în anii care vor urma, localitatea va cunoaște perioada de cea mai intensă dezvoltare. Apar primii germeni ai industriei serioase. În perioada 1949-1960 se înființează primele întreprinderi de confecții, construcții metalice, încălțăminte, morărit, etc. După 1960, caracterul industrial al Marghitei începe să se contureze mai pregnant. Din centru agricol și meșteșugăresc, localitatea are tendințe clare de industrializare. Numărul populației crește. Potrivit recensământului din 1964, localitatea număra atunci 10.175 suflete.

### Perioada post-comunistă
După revoluția din 1989, care a dus la prăbușirea regimului comunist, a început procesul de privatizare, s-au înapoiat pământurile. S-au înființat mai multe societăți comerciale private. Mulți oameni și-au deschis propria afacere. Partidele politice democratice, interzise de comuniști timp de cinci decenii, își fac din nou simțită prezența. Potrivit datelor actuale, populația municipiului este de circa 19.000 persoane, din care 17.000 în localitatea de reședință, 1.200 în satul Cheț și 800 în satul Ghenetea.

## Demografie
Componența etnică a municipiului Marghita
     Români (50,5%)
     Maghiari (34,82%)
     Romi (4,2%)
     Alte etnii (0,55%)
     Necunoscută (9,93%)
Componența confesională a municipiului Marghita
     Ortodocși (41,37%)
     Reformați (24,7%)
     Romano-catolici (11%)
     Baptiști (4,55%)
     Penticostali (3,44%)
     Greco-catolici (2,84%)
     Alte religii (1,33%)
     Necunoscută (10,78%)
Conform recensământului efectuat în 2021, populația municipiului Marghita se ridică la 13.573 de locuitori, în scădere față de recensământul anterior din 2011, când fuseseră înregistrați 15.770 de locuitori. Majoritatea locuitorilor sunt români (50,5%), cu minorități de maghiari (34,82%) și romi (4,2%), iar pentru 9,93% nu se cunoaște apartenența etnică. Din punct de vedere confesional, cei mai mulți locuitori sunt ortodocși (41,37%), cu minorități de reformați (24,7%), romano-catolici (11%), baptiști (4,55%), penticostali (3,44%) și greco-catolici (2,84%), iar pentru 10,78% nu se cunoaște apartenența confesională.
|  | Graficele sunt indisponibile din cauza unor probleme tehnice. Mai multe informații se găsesc la Phabricator și la wiki-ul MediaWiki. |

Date: Recensăminte sau birourile de statistică - grafică realizată de Wikipedia

## Economie
În ultimii ani, economia Marghitei s-a diversificat, combinând activitățile industriale cu cele comerciale. Orașul este pe locul doi în economia județului Bihor, după municipiul Oradea. Ramura de bază în economia orașului este industria. Industria ușoară are vechi tradiții în Marghita. Numeroase firme producătoare de confecții textile și încălțăminte, care oferă locuri de muncă pentru circa 4.000 de oameni din oraș și împrejurimi, lucrează cu parteneri din Italia, Germania și Franța. Un mare număr de bărbați muncesc în industria petrolului, la sondele și instalațiile din împrejurimile Marghitei. Rata șomajului este destul de mică, de numai circa 2%. Terenul agricol din jurul orașului și condițiile naturale favorizează cultivarea cerealelor, legumelor, viței de vie, pomilor fructiferi și creșterea animalelor. În imediata apropiere a orașului se află o pădure frumoasă. Speciile de vegetație cele mai răspândite sunt stejarul, gorunul, cerul și unele rășinoase. 

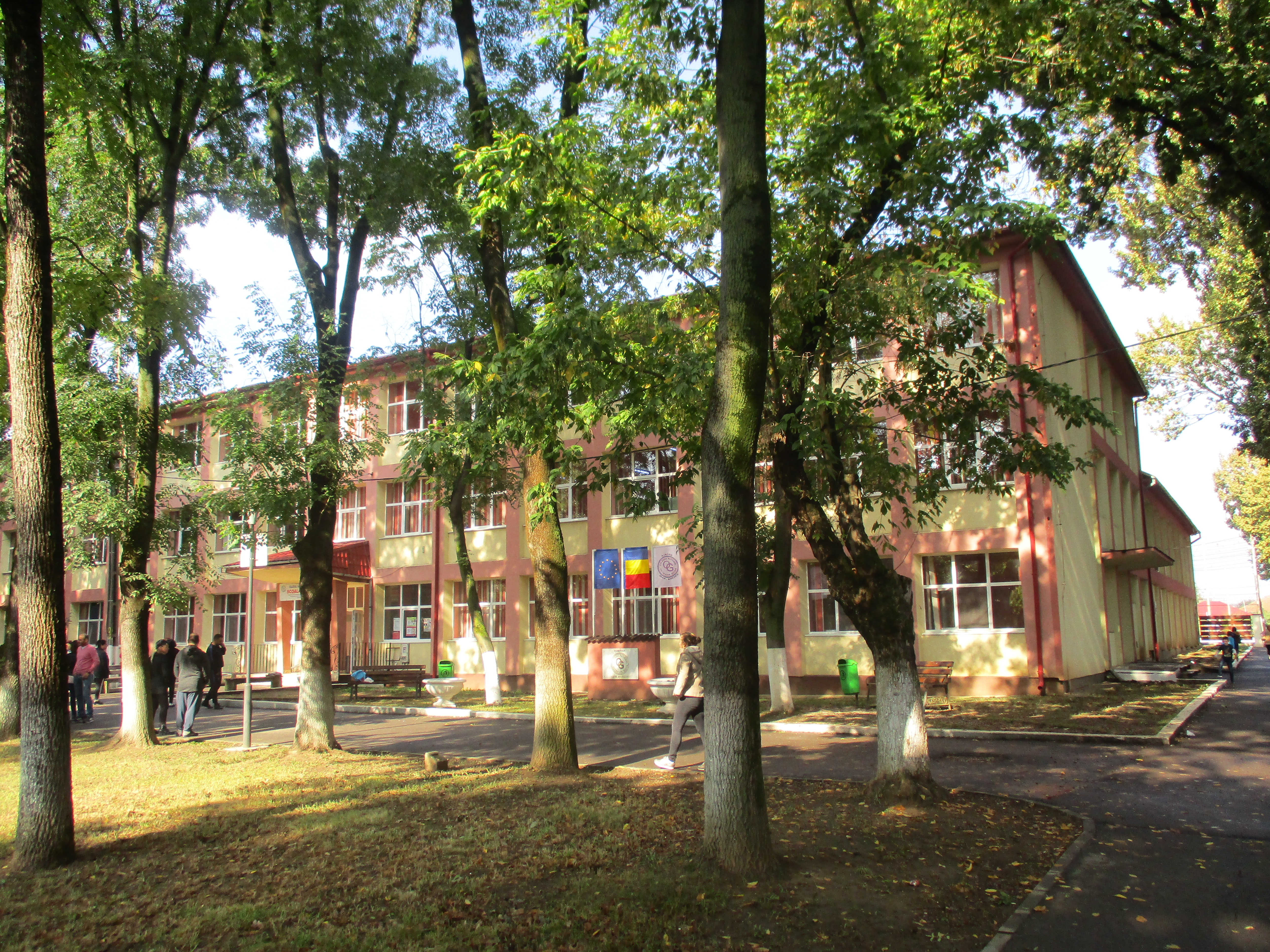
Școala generală

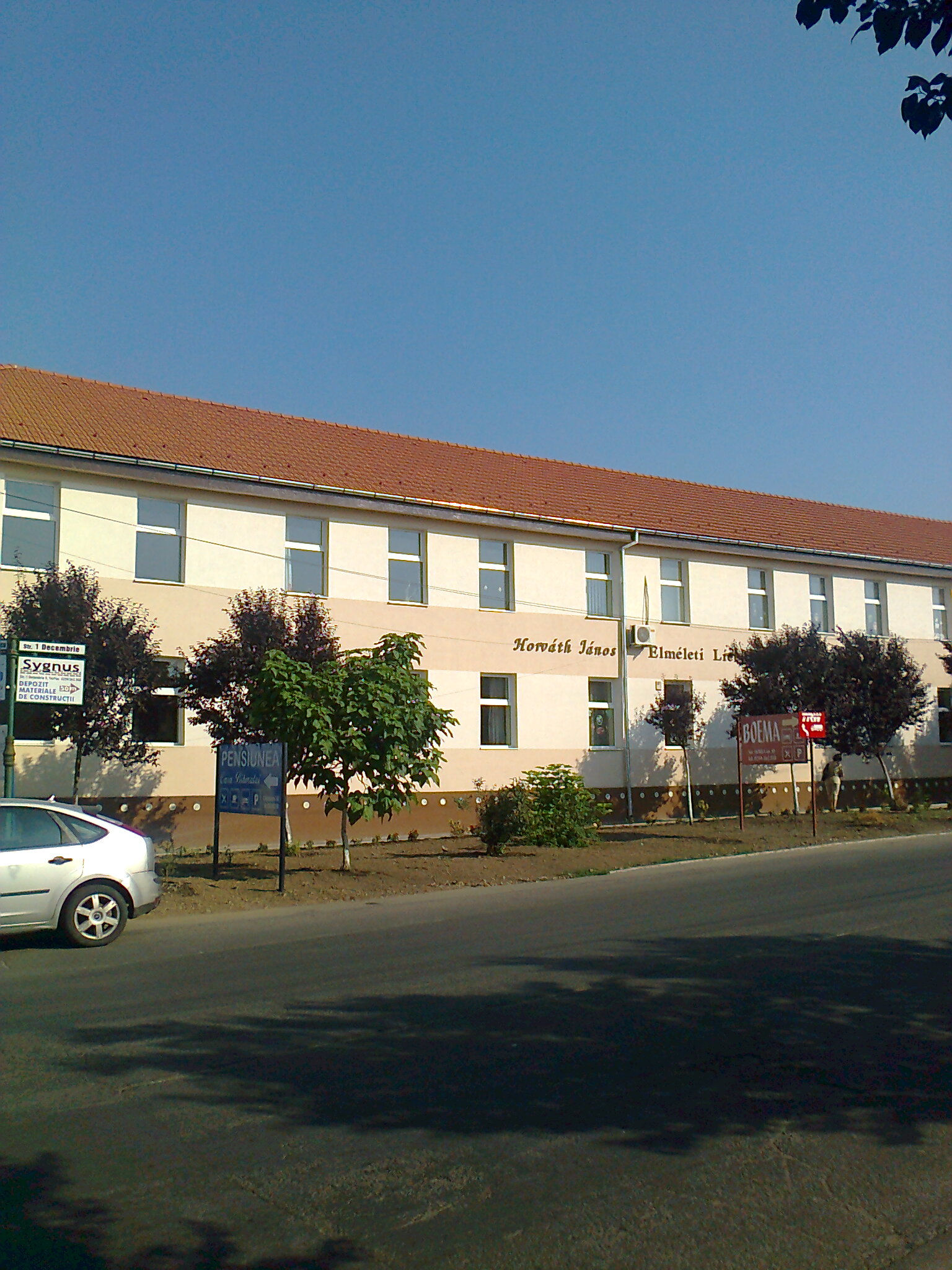
Liceul „Horváth János” din Marghita

Activitatea comercială are vechi tradiții, Marghita fiind cunoscută încă din secolul XV ca un târg important. De la primele prăvălii, apărute în urmă cu aproape două secole, s-a ajuns astăzi la o rețea comercială cu peste o sută de magazine și localuri publice. Dezvoltarea economiei a atras în oraș filiale ale celor mai importante bănci și agenții de asigurare care operează în România. Orașul beneficiază de servicii de poștă, telefonie fixă și mobilă, fax și Internet. Construcțiile edilitar-gospodărești din ultimii douăzeci de ani au schimbat aspectul localității. Orașul are circa 6.000 de case și 3.200 de apartamente în blocuri, fiind brăzdat de 52 km de străzi, din care 32 km asfaltate. Toate imobilele beneficiază de gaz metan. Spațiile verzi și parcurile sunt bogate, fiind întinse pe 7 hectare.

## Politică și administrație
Municipiul Marghita este administrat de un primar și un consiliu local compus din 17 consilieri. Primarul, Zsolt Demián[*], de la Uniunea Democrată Maghiară din România, este în funcție din 1 noiembrie 2024. Începând cu alegerile locale din 2024, consiliul local are următoarea componență pe partide politice:
|  | Partid                                 | Consilieri | Componența Consiliului | Componența Consiliului | Componența Consiliului | Componența Consiliului | Componența Consiliului | Componența Consiliului | Componența Consiliului | Componența Consiliului | Componența Consiliului |
|  | -------------------------------------- | ---------- | ---------------------- | ---------------------- | ---------------------- | ---------------------- | ---------------------- | ---------------------- | ---------------------- | ---------------------- | ---------------------- |
|  | Uniunea Democrată Maghiară din România | 9          |                        |                        |                        |                        |                        |                        |                        |                        |                        |
|  | Partidul Național Liberal              | 6          |                        |                        |                        |                        |                        |                        |                        |                        |                        |
|  | Partidul Social Democrat               | 2          |                        |                        |                        |                        |                        |                        |                        |                        |                        |

După mișcarea anticomunistă din decembrie 1989, viața social-politică a orașului s-a animat. După căderea comunismului și recâștigarea libertăților de exprimare, în oraș s-au constituit filiale locale ale principalelor forțe politice ale țării. Primăria exercită autoritatea administrativă pe plan local, cu Consiliul Local pe post de legiuitor autohton. Consiliul Local are în componență 19 membri, care se întâlnesc lunar pentru a discuta problemele orașului. Primarul și membrii Consiliului Local se aleg de populație prin vot direct, din patru în patru ani. În Marghita există Judecătorie, Parchet, Poliție, Gardieni Publici, Pompieri și Unitate Militară. Învățământul din municipiu angrenează circa 4.000 de elevi, care se pregătesc în cinci unități de învățământ primar, gimnazial, liceal și universitar. Municipiul are șase grădinițe pentru copii și un Club al Copiilor.
Activitățile culturale și artistice se desfășoară la Casa de Cultură, care are o sală de spectacole cu o capacitate de 500 de locuri. În aceeași incintă este găzduit și cinematograful. Întrecerile sportive se organizează pe Stadionul Orășenesc și în Sala de Sport. Biblioteca Orășenească "Ioan Munteanu" are un fond de carte format din circa 80.000 de volume.
La 27 octombrie 1967, comuna Marghita devine oraș, prin hotărârea autorităților din acea vreme. După 1970, datorită politicii autorităților comuniste din acea vreme, care viza industrializarea masivă a țării, în Marghita se construiește enorm. Fabricile se măresc, se construiesc altele noi. Populația din satele apropiate este atrasă spre noul centru. Se construiesc blocuri de locuințe, se deschid magazine, se înființează școli, unități sanitare, etc. În zonă se depistează zăcăminte de petrol, ceea ce duce la o diversificare a economiei și la o nouă afluență de populație din mai multe părți ale țării. Revoluția din 1989, care a dus la prăbușirea regimului comunist, a deschis și pentru Marghita un drum nou, în toate domeniile vieții, drum favorizat de recâștigarea libertății și a drepturilor fundamentale ale oamenilor.

## Clădiri istorice
- Castelul Csaky
- Casa de Cultură

## Presă
Mass media locală este reprezentată de publicația săptămânală Marghita Magazin și stația locală a postului de radio Național FM și Partium Rádió

## Sănătate
Sistemul sanitar cuprinde Spitalul Municipal "Dr. Pop Mircea", cu circa 360 de paturi, Policlinica orășenească, Baza de fizioterapie cu apă termală și Serviciul de ambulanță.

## Turism
Principalul punct turistic din oraș este ștrandul termal, care folosește apă geotermală în scop balnear. În zona municipiului se află mai multe izvoare de apă termală. În imediata apropiere a Marghitei se află râul Barcău, o pădure mare și două lacuri.

## Personalități[7]
- Ioan Munteanu (1808-1860)- cărturar, preot
- Iustin Popfiu (1841-1882) cărturar

- Nicolas Farkas (1890-1982), regizor, scenarist și producător de film
- Imre Horváth (1906-1993), poet și gazetar
- Janos Horváth (1878-1961), cel mai însemnat istoric literar maghiar al secolului al XX-lea.
- Dr. Mircea Pop (1927-1990), artizanul sistemului sanitar din această localitate și zonă
- Alexandru Sencovici (1902-1995), deputat în Marea Adunare Națională în circumscripția Marghita.
- György Harag (1925-1985), actor și regizor
- Violeta Friedman (1930-2000), memorialistă
- Attila Cseke (n. 1973), politician;
- Miklós Belényesi (n. 1983), fotbalist;
- Brigitta Gődér (n. 1992), fotbalistă;
- George Pușcaș (n. 1996), fotbalist

## Orașe înfrățite
- Berettyóújfalu și Kiskőrös, din Ungaria